# Lista över kommuner i departementet Seine-Saint-Denis
Nedan följer en lista över de 40 kommunerna i departementet Seine-Saint-Denis i alfabetisk ordning med INSEE-kod och postnummer.

(CAC) Communauté d'agglomération de Clichy-sous-Bois-Montfermeil, skapad 2001.

(CAS) Communauté d'agglomération Plaine Commune, skapad 2001.

| INSEE-kod | Postnummer | Kommun                      |
| --------- | ---------- | --------------------------- |
| 93001     | 93300      | Aubervilliers (CAS)         |
| 93005     | 93600      | Aulnay-sous-Bois            |
| 93006     | 93170      | Bagnolet                    |
| 93007     | 93150      | Le Blanc-Mesnil             |
| 93008     | 93000      | Bobigny                     |
| 93010     | 93140      | Bondy                       |
| 93013     | 93350      | Le Bourget                  |
| 93014     | 93390      | Clichy-sous-Bois (CAC)      |
| 93015     | 93470      | Coubron                     |
| 93027     | 93120      | La Courneuve                |
| 93029     | 93700      | Drancy                      |
| 93030     | 93440      | Dugny                       |
| 93031     | 93800      | Épinay-sur-Seine (CAS)      |
| 93032     | 93220      | Gagny                       |
| 93033     | 93460      | Gournay-sur-Marne           |
| 93039     | 93450      | L'Île-Saint-Denis (CAS)     |
| 93045     | 93260      | Les Lilas                   |
| 93046     | 93190      | Livry-Gargan                |
| 93047     | 93370      | Montfermeil (CAC)           |
| 93048     | 93100      | Montreuil                   |
| 93049     | 93360      | Neuilly-Plaisance           |
| 93050     | 93330      | Neuilly-sur-Marne           |
| 93051     | 93160      | Noisy-le-Grand              |
| 93053     | 93130      | Noisy-le-Sec                |
| 93055     | 93500      | Pantin                      |
| 93057     | 93320      | Les Pavillons-sous-Bois     |
| 93059     | 93380      | Pierrefitte-sur-Seine (CAS) |
| 93061     | 93310      | Le Pré-Saint-Gervais        |
| 93062     | 93340      | Le Raincy                   |
| 93063     | 93230      | Romainville                 |
| 93064     | 93110      | Rosny-sous-Bois             |
| 93066     | 93200      | Saint-Denis (CAS)           |
| 93070     | 93400      | Saint-Ouen                  |
| 93071     | 93270      | Sevran                      |
| 93072     | 93240      | Stains (CAS)                |
| 93073     | 93290      | Tremblay-en-France          |
| 93074     | 93410      | Vaujours                    |
| 93077     | 93250      | Villemomble                 |
| 93078     | 93420      | Villepinte                  |
| 93079     | 93430      | Villetaneuse (CAS)          |